# 索尼金融控股
索尼金融控股（Sony Financial Holdings Inc.，東證1部：8729 即将退市），是日本索尼(Sony)所全資經營的金融控股公司，成立於2004年4月。

## 沿革
2003年10月23日  索尼董事會通過決議，索尼生命保險株式会社、索尼損害保險株式会社、索尼銀行株式会社整合，併納入其金融事業體
2004年4月1日  日本第一個將銀行保險、產業併納入其金融事業體的索尼金融控股正式成立 
2004年4月12日 索尼金融控股總部遷移至現址
2004年6月25日 索尼金融控股發行股票增資100億日圓（資本額、資本準備額各50億日圓）

## 子公司
括号内为持股比率
- 索尼生命保险（日语：ソニー生命保険）有限公司（ソニー生命保険株式会社，或译为索尼人寿）（100%）
  - ソニーライフ・ウィズ生命保険株式会社（日语：ソニーライフ・ウィズ生命保険株式会社）有限公司（ソニーライフ・ウィズ生命保険株式会社）（原与AEGON合资的保险公司，现索尼生命持股100%）
  - SA再保险有限公司 （SA Reinsurance Ltd.）（100%）
- 索尼损害保险（日语：ソニー損害保険）有限公司（ソニー損害保険株式会社）（100%）
- 索尼银行有限公司（ソニー銀行株式会社）（100%）
  - 索尼支付服务有限公司（ソニーペイメントサービス株式会社）（索尼银行持股57%）
    - SmartLink Network Hong Kong Limited （索尼支付服务持股100%）
- 索尼Life Care有限公司（ソニー・ライフケア株式会社，可译为索尼生命关怀或索尼生活护理）（100%）
  - Life Care Design有限公司（ライフケアデザイン株式会社）（索尼Life Care持股100%）
  - Proud Life有限公司（プラウドライフ株式会社）（索尼Life Care持股100%）